# 윈난호반영원
윈난호반영원(학명: Cynops wolterstorffi)은 영원과 영원아과 붉은배영원속에 속하는 영원으로, 현재는 멸종한 것으로 간주된다. 본래 중국 윈난성 쿤밍호의 얕은 호안(湖岸)지대에서만 발견되는 희소한 영원종이었으나, 대규모 조사에도 불구하고 1979년 이래로 목격된 바가 없어 절멸종으로 분류되었다. 서식지의 파괴, 환경 오염과 외래종의 침입 등이 절멸의 요인이 된 것으로 보인다.